# Themistocles Gluck
Themistocles Gluck (30. listopadu 1853, Iaşi – 25, dubna 1942, Berlín) byl německý lékař a chirurg původem z Moldavska. V Berlíně v roce 1890 jako první vyvinul, aplikoval a dokumentoval endoprotézu (umělé klouby) vyrobené ze slonoviny (totální artroplastika).

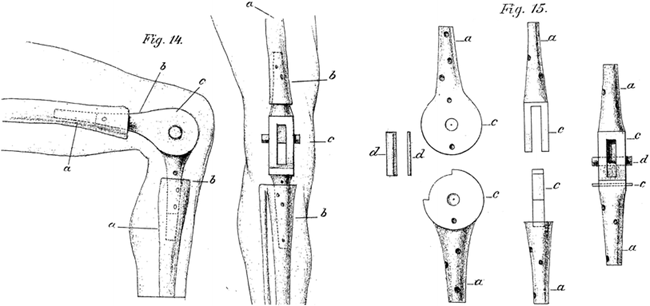
První kolenní endoprotéza na světě

## Další informace
Themistocles Gluck se svými průkopnickými metodami, operačními postupy a nápady, stal jedním z nejvýznamnějších chirurgů historie. Patří především mezi zakladatele artroplastiky a aloplastiky.